# Hoefler Text
Hoefler Text es una familia tipográfica con serifas de estilo contemporáneo, lanzada por Apple Computer en 1991 para usarse en demostraciones de los avances en la tecnología tipográfica de ese entonces. Tomó su nombre de su diseñador, el estadounidense Jonathan Hoefler. Fue creada para permitir la composición tipográfica compleja; para ello, tomó características de toda una gama de tipos de letra clásicos, como Garamond y Janson. Una versión de Hoefler Text ha sido incluida con cada versión de Mac OS desde el System 7.
La tipografía Hoefler Text usa Apple Advanced Typography (AAT) para permitir el uso automático de ligaduras y otras variantes y conjuntos estilísticos, como versalitas, cifras elzevirianas y florituras (swashes). Muchas de estas características pueden alcanzarse hoy día con las variaciones Open Type.
Desde su lanzamiento, la Hoefler Text se ha expandido para incluir características tipográficas adicionales, y versiones del tipo de letra publicadas por Hoefler & Co.